# Deutsches Reich in den Grenzen vom 31. Dezember 1937

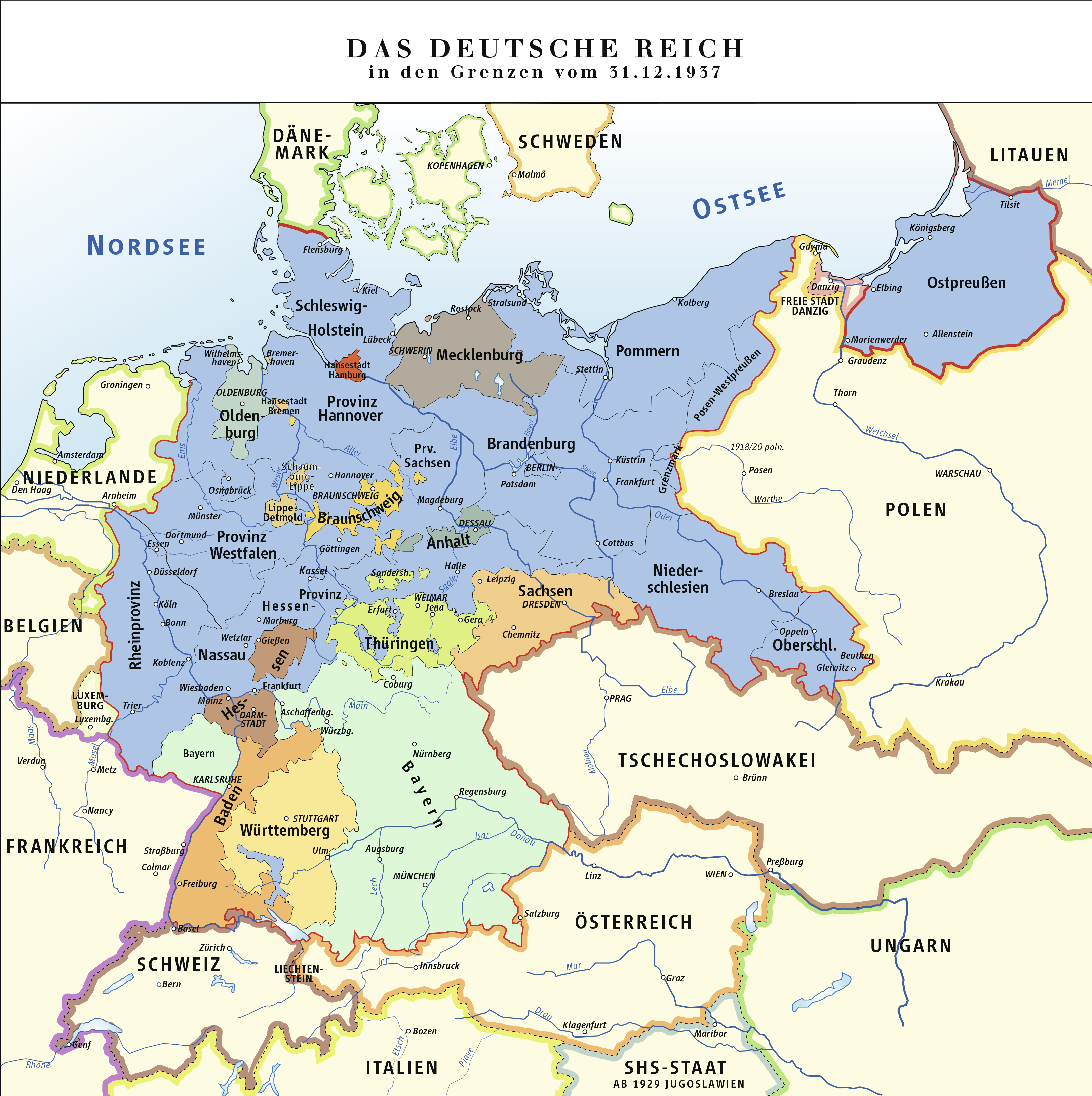
Deutschland in den Grenzen von 1937, wie es völkerrechtlich – aufgrund alliierten Vorbehaltsrechts – bis 1990 Bestand hatte, jedoch ab 1970 zunehmend an Bedeutung verlor.

Das Deutsche Reich in den Grenzen vom 31. Dezember 1937, auch unter Deutschland in den Grenzen vom 31. Dezember 1937 bekannt, ist ein bis in die 1970er-Jahre häufig verwendeter Begriff in der westdeutschen Politik, wenn es um die sogenannte deutsche Frage ging. Der 31. Dezember 1937 wurde erstmals auf der Außenministerkonferenz in Moskau 1943 als Stichtag zur Definition der deutschen Reichsgrenzen vor der territorialen Ausdehnung benannt. Im Londoner Protokoll von 1944, auf der Potsdamer Konferenz von 1945 sowie in mehreren darauf folgenden Rechtsakten bezogen sich die damaligen Hauptsiegermächte auf dieses Datum, um „Deutschland als Ganzes“ in geografischer Hinsicht zu erfassen, was letztlich auch „fast ganz einhelliger Auffassung“ unter den Staats- und Völkerrechtlern entsprach.
Aufgrund der völkerrechtlichen Kontinuität des Deutschen Reiches in Form der Bundesrepublik Deutschland erhob diese bis zum Warschauer Vertrag (1970) Ansprüche auf die Ostgebiete des Deutschen Reiches, die seit der Aufteilung des Reiches formal lediglich unter polnischer und sowjetischer Verwaltungshoheit standen. Mit der deutschen Wiedervereinigung 1990 und dem Inkrafttreten völkerrechtlicher Verträge wurde die Frage der Grenzen Deutschlands abschließend geklärt.

## Geschichtlicher Rückblick
Das eigentliche Datum ist historisch belanglos. Es ging um die Notwendigkeit der völkerrechtlichen Festlegung des Reichsgebietes, da nicht alle Gebietserweiterungen des Deutschen Reiches vor dem Zweiten Weltkrieg völkerrechtlich anerkannt waren. Unstrittig war die am 1. März 1935 nach einem Volksentscheid der Saar erfolgte Rückgliederung des Saargebiets, das für 15 Jahre als Mandat des Völkerbunds von Deutschland abgetrennt gewesen war. Die vor dem Anschluss Österreichs im März 1938 sowie u. a. vor der Eingliederung der sudetendeutschen Gebiete ab 1. Oktober 1938 infolge des Münchner Abkommens festgesetzten Grenzen des Deutschen Reichs stellten bis 1990 den letzten völkerrechtlich gültigen Gebietsstand Gesamtdeutschlands dar.

„Alle territorialen Veränderungen, die nach diesem Zeitpunkt eingetreten waren, wurden 1945 durch alliierte Akte rückgängig gemacht. Die seit 1949 wieder vorhandene frei gewählte deutsche Bundesregierung hat diese alliierten Maßnahmen immer als wirksam anerkannt.“

Dass dennoch nicht der letzte unter dem Aspekt der Beschwichtigungspolitik geduldete Gebietsstand des Reiches als Stichtag zugrunde gelegt wurde, sondern der 31. Dezember 1937 (das Altreich), lag darin begründet, dass auf den Konferenzen der Alliierten während des Krieges in Moskau und Jalta beschlossen worden war, Österreich und die Tschechoslowakei in ihren alten Staatsgrenzen wiederherzustellen und die durch Destabilisierungspolitik zustande gekommenen Vorkriegsabkommen mit Deutschland im Nachhinein für unwirksam zu erklären.
Diese Planung wurde in den Londoner Protokollen über die Besatzungszonen umgesetzt. Geplant war, ganz Deutschland zu besetzen, was die Alliierten in Artikel 1 des ersten Zonenprotokolls vom 12. September 1944 mit dem Gebietsstand vom 31. Dezember 1937 gleichsetzten. Weiterhin gingen die Londoner Zusatzprotokolle von 1944 und 1945 von diesem Datum aus. Im Potsdamer Abkommen wurde zwar die Aufteilung der Besatzungszonen nochmals geändert, die Bezugnahme auf die Grenzen des Deutschen Reiches von 1937 aber nicht. Die de-facto-Annexion des nördlichen Teils Ostpreußens durch die Sowjetunion und die bereits bestehende polnische Verwaltung der übrigen Gebiete östlich der Oder-Neiße-Linie hatten auf dieser Konferenz zu Diskussionen zwischen den Alliierten geführt, und Josef Stalin lehnte den Vorschlag Harry S. Trumans und Winston Churchills ab, beim Begriff „Deutschland“ von Vorkriegsdeutschland auszugehen. Schließlich akzeptierte Stalin aber die Formel von 1937 zur geographischen Definition Deutschlands. „Ausgehen kann man von überall. Von irgendetwas muß man ausgehen. In diesem Sinne kann man auch das Jahr 1937 nehmen.“ In der Frage der polnischen Westgrenze kam es zu einem Kompromiss zwischen den Westmächten und Stalin, in dem die Grenzfrage mit der Reparationspolitik verknüpft wurde. Bis zur Regelung der Grenzfragen in einem Friedensvertrag mit Deutschland akzeptierten die Westmächte die polnische Verwaltung Ostdeutschlands jenseits der Oder und letztlich der (westlichen) Lausitzer Neiße: Die Westalliierten legten sich zunächst auf die wesentlich weiter östlich fließende Glatzer Neiße fest, scheiterten mit ihrem Widerstand, den sie bis kurz vor der Potsdamer Konferenz aufrechterhielten, aber an der vehementen Ablehnung der östlichen Neiße durch die polnische Delegation. Diese deutschen Gebiete sollten nicht als Teil der sowjetischen Besatzungszone betrachtet werden. Im Gegenzug stimmte Stalin der Teilung des Reparationsgebietes und die Zurückstellung der endgültigen Festlegung der Westgrenze Polens bis zur Friedenskonferenz zu. Die Sowjetunion sollte ihre Reparationsansprüche vor allem aus der eigenen Besatzungszone befriedigen und daraus auch Polen abfinden. De facto bedeutete dies die Abtrennung der Ostgebiete des Deutschen Reiches zugunsten Polens und der Sowjetunion (Kaliningrader Gebiet der RSFSR). In der staatsrechtlichen Praxis kamen die Grenzen von 1937 nie wieder zur Geltung.
Das Grundgesetz für die Bundesrepublik Deutschland spricht in seinem Artikel 116 von „dem Gebiete des Deutschen Reiches nach dem Stande vom 31. Dezember 1937“. Keine staatliche deutsche Stelle hat nach 1945 einen darüber hinausgehenden Gebietsstand reklamiert. Bis zum 3. Oktober 1990 erstreckten die Westalliierten ihre Rechte in Bezug auf Deutschland als Ganzes auch auf die Oder-Neiße-Gebiete, soweit dies die endgültige territoriale Ordnung berührte.

## Der deutsche Inlandsbegriff im Verständnis der Bundesrepublik Deutschland

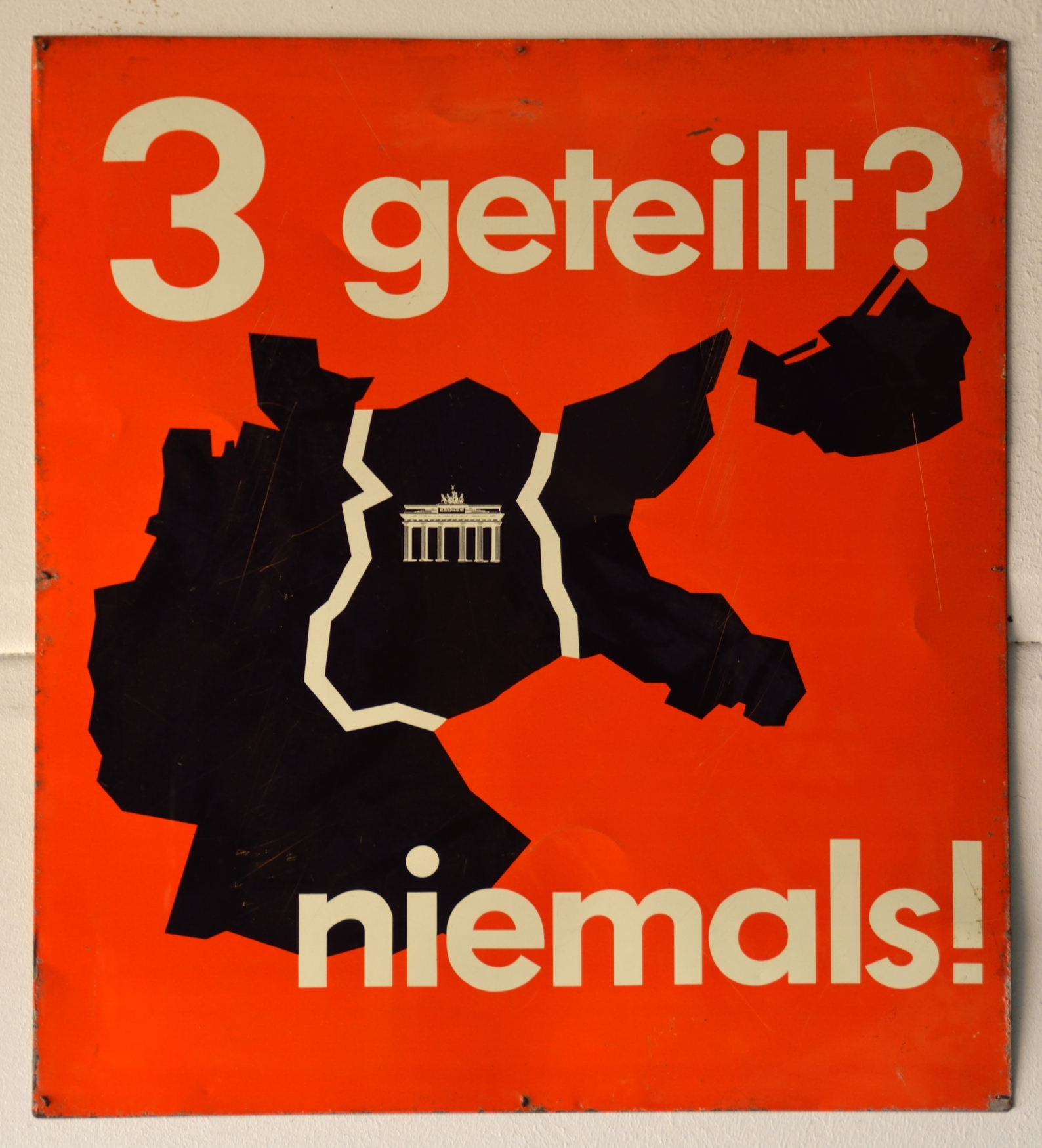
Plakat des „Kuratoriums Unteilbares Deutschland“, das Deutschland nicht in den tatsächlichen Grenzen von 1937 zeigt, sondern auch den Freistaat Danzig einbezieht.

Eine wesentliche Rolle in der westdeutschen Politik spielte während der Adenauer-Ära das Kuratorium Unteilbares Deutschland, welches am 14. Juni 1954, also drei Tage vor dem ersten Jahrestag des Volksaufstandes in der DDR, gegründet worden war. Ein weitverbreitetes Plakat des Kuratoriums zeigte Deutschland in den Grenzen von 1937 mit dem Slogan „3 geteilt? Niemals!“.

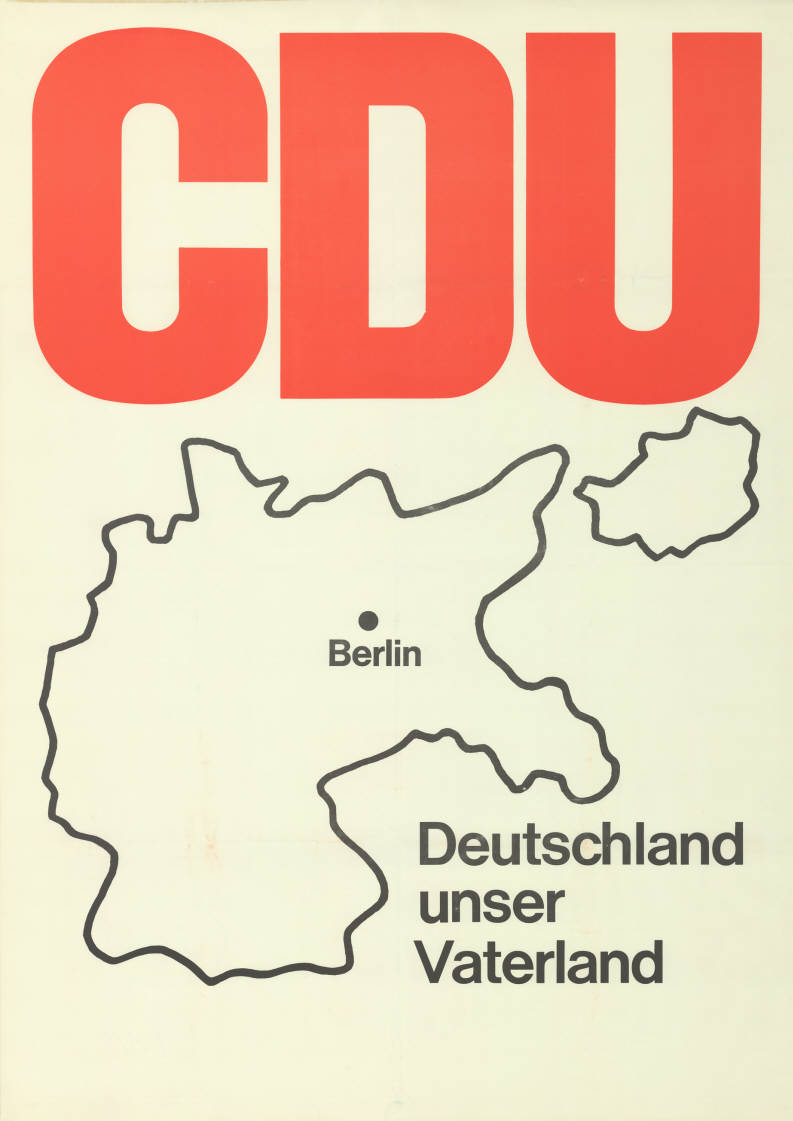
Wahlplakat der CDU zu den Abgeordnetenhauswahlen in West-Berlin 1967, ebenfalls mit Einbeziehung Danzigs

Die „Ostgrenze des Deutschen Reiches vom 31. Dezember 1937“ (Stichtagsgrenze) war auf amtlichen Karten und in Schulatlanten bis zur Neuen Ostpolitik der sozialliberalen Koalition Willy Brandts weiterhin und stärker markiert als die politischen Nachkriegsgrenzen: zum einen die innerdeutsche Demarkationslinie und zum anderen die Oder-Neiße-Linie. Im Hinblick auf den damaligen Vorbehalt späterer gesamtdeutscher und friedensvertraglicher Regelung bestanden trotz der Ostverträge keine völkerrechtlichen Bedenken, wenn die alten Grenzen des Deutschen Reiches auf amtlichen Karten auch eingezeichnet wurden. Hinsichtlich der früheren deutschen Ostgebiete konnte die Bundesrepublik nach Abschluss der Ostverträge jedoch nicht mehr geltend machen, dass die dort effektiv von der VR Polen beziehungsweise der Sowjetunion ausgeübte Staatsgewalt illegal sei, oder es rechtlich oder politisch einen Anspruch auf Rückgabe gebe. Unbeschadet dessen bestand „außerhalb des Bereichs, in dem die Bundesrepublik ihre Gebietshoheit ausüben darf, statusrechtlich deutsches Staatsgebiet, in dem fremde Staaten zwar ihre Gebietshoheit durchgesetzt, aber doch (wegen der [fortbestandenen] Viermächterechte und des Friedensvertragsvorbehalts) noch keine volle territoriale Souveränität erlangt [hatten]“.
Bestimmte Sachverhalte können „auch außerhalb des Bereichs der Gebietshoheit […] den inländischen Gesetzen unterworfen“ sein. So definierte noch im Herbst 1979 § 1 Abs. 2 des Umsatzsteuergesetzes (a.F.) den Inlandsbegriff als das Gebiet des Deutschen Reiches in den Grenzen vom 31. Dezember 1937, wodurch für die Umsätze eines westdeutschen Unternehmens mit Geschäftspartnern aus der DDR dieselben Regeln wie für Umsätze in der Bundesrepublik galten. Vorausgegangen war ein im Zusammenhang mit der Neuordnung der Mehrwertsteuer im Rahmen der Europäischen Gemeinschaft eingebrachter Regierungsentwurf vom 5. Mai 1978 zur Änderung des Umsatzsteuergesetzes (UStG), der aber von der oppositionellen Bundesratsmehrheit abgelehnt wurde. Sie begründete dies damit, dass „die Beibehaltung des bisherigen Inlandsbegriffes nicht die Ausübung von Hoheitsgewalt außerhalb des Geltungsbereichs des Grundgesetzes [beinhaltet]“ habe. Mit dem sogenannten Hermes-Gutachten, einer von Bundeskanzler Helmut Schmidt erbetenen und von Staatssekretär Peter Hermes unterzeichneten Stellungnahme des Auswärtigen Amtes zur Definition des Inlandsbegriffs im Umsatzsteuergesetz, die sich die Bundesregierung später zu eigen machte, wurde festgestellt, dass unter dem „völkerrechtlich [nicht] fest umrissenen Inlandsbegriff“ in der Regel das Hoheitsgebiet zu verstehen war, und im Ergebnis müsste die damals geltende Begriffsdefinition „wegen Art. I des Warschauer Vertrages eliminiert werden“.
Dadurch sollte dem Warschauer sowie dem Grundlagenvertrag besser gerecht werden, indem die neue Formulierung „Auseinandersetzungen mit der Volksrepublik Polen […] vorbeugen wolle […]“. Dem wird aber entgegengehalten, dass das bloße „Aufstellen oder Festhalten an einer Rechtsbehauptung [wie auch der Gesetzgebung der Bundesrepublik am Reichsgebiet in den Grenzen von 1937 …] niemals ‚Gewalt‘ im Sinne des Gewaltanwendungsverbotes sein [kann]“ und „abstrakte Rechtsnormen für sich noch keinen Eingriff [in fremde Hoheitsgewalt] darstellen können“, sondern „erst der hoheitliche Vollzug einer Rechtsnorm und ihre Anwendung im konkreten Einzelfall […]“. Eine solche fand aber zu keinem Zeitpunkt statt, da die Bundesrepublik auch keine Staatsgewalt auf dem Territorium der DDR ausübte, sondern „die Hoheitsgewalt jedes der beiden deutschen Staaten sich auf sein Staatsgebiet beschränkt[e]“.

## Vereintes Deutschland ab 1990

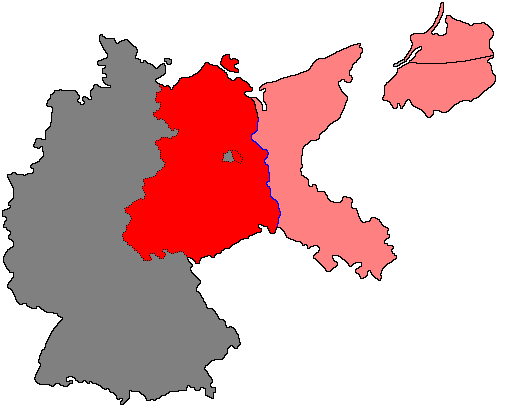
Deutschland in den heutigen Grenzen der alten Bundesrepublik und ehemaligen DDR (grau + rot), wie sie zum 3. Oktober 1990 festgeschrieben wurden. Der Zwei-plus-Vier-Vertrag und der nachfolgende Grenzvertrag mit Polen von 1990 erklärten konkludent die Zession der deutschen Ostgebiete (hellrot).

Mit dem Zwei-plus-Vier-Vertrag von 1990 sicherte die deutsche Bundesregierung den Unterzeichnerstaaten zu, die entlang der Flüsse Oder und Lausitzer Neiße verlaufende Grenze als verbindliche Staatsgrenze zu Polen anzuerkennen. Das heißt konkret: Der deutsch-polnische Grenzvertrag bestätigt die Ostgrenze für Deutschland als „unverletzliche“ polnische Westgrenze.

„Für die Einbeziehung anderer Gebiete des Deutschen Reiches in den Grenzen vom 31. Dezember 1937, auf die Art. 23 Satz 2 GG abgehoben hatte (…), besteht keine Rechtsgrundlage mehr. Die Bundesrepublik Deutschland ist in dem durch ihre Verfassung und das Völkerrecht festgelegten Gebietsumfang identisch mit dem fortbestehenden Deutschen Reich geworden. Aus der bisherigen Teilidentität (…) ist eine volle Subjektsidentität geworden. Die Bundesrepublik trat damit in die Rechts- und Pflichtenstellung des Deutschen Reiches in vollem Umfang ein.“

Personen, die jenseits von Oder und Neiße auf dem Gebiet Deutschlands in den Grenzen von 1937 geboren sind, werden nach einem Schreiben des Bundesinnenministeriums melderechtlich nicht als „im Ausland“ geboren erfasst. Dies gilt aber nur dann, wenn sie vor dem 2. August 1945 geboren sind, dem Tag der Beschlüsse der Potsdamer Konferenz.